# Ardisia diversifolia
Ardisia diversifolia là một loài thực vật có hoa trong họ Anh thảo. Loài này được Koord. & Valeton mô tả khoa học đầu tiên năm 1900.